# Рашба Еммануїл Йосипович
Еммануї́л Йо́сипович Рашба (1927 — 12 січня 2025) — український фізик-теоретик, відомий своїми здобутками у фізиці напівпровідників і спінтроніці, першовідкривач ефекту, названого на його честь.
Народився у Києві. Під час Другої світової війни врятувався перельотом до Казані. Пізніше вивчав фізику в Київському університеті. Працював у Академії наук УРСР, де здобув кандидатський ступінь у 1956 році, та Фізико-технічному інституті імені Іоффе. З 1966 по 1992 роки Рашба очолював кафедру теорії напівпровідників у Інституті теоретичної фізики імені Ландау.
У 1991 році Рашба виїхав до США, де працював в університетах Юти, Буфалло і Дартмутському коледжі, а пізніше був запрошений до Гарварду.
Лауреат Ленінської премії та Премії НАН України ім. С. Пекаря.
Помер 12 січня 2025 року у 97-річному віці.